# Bdeněves

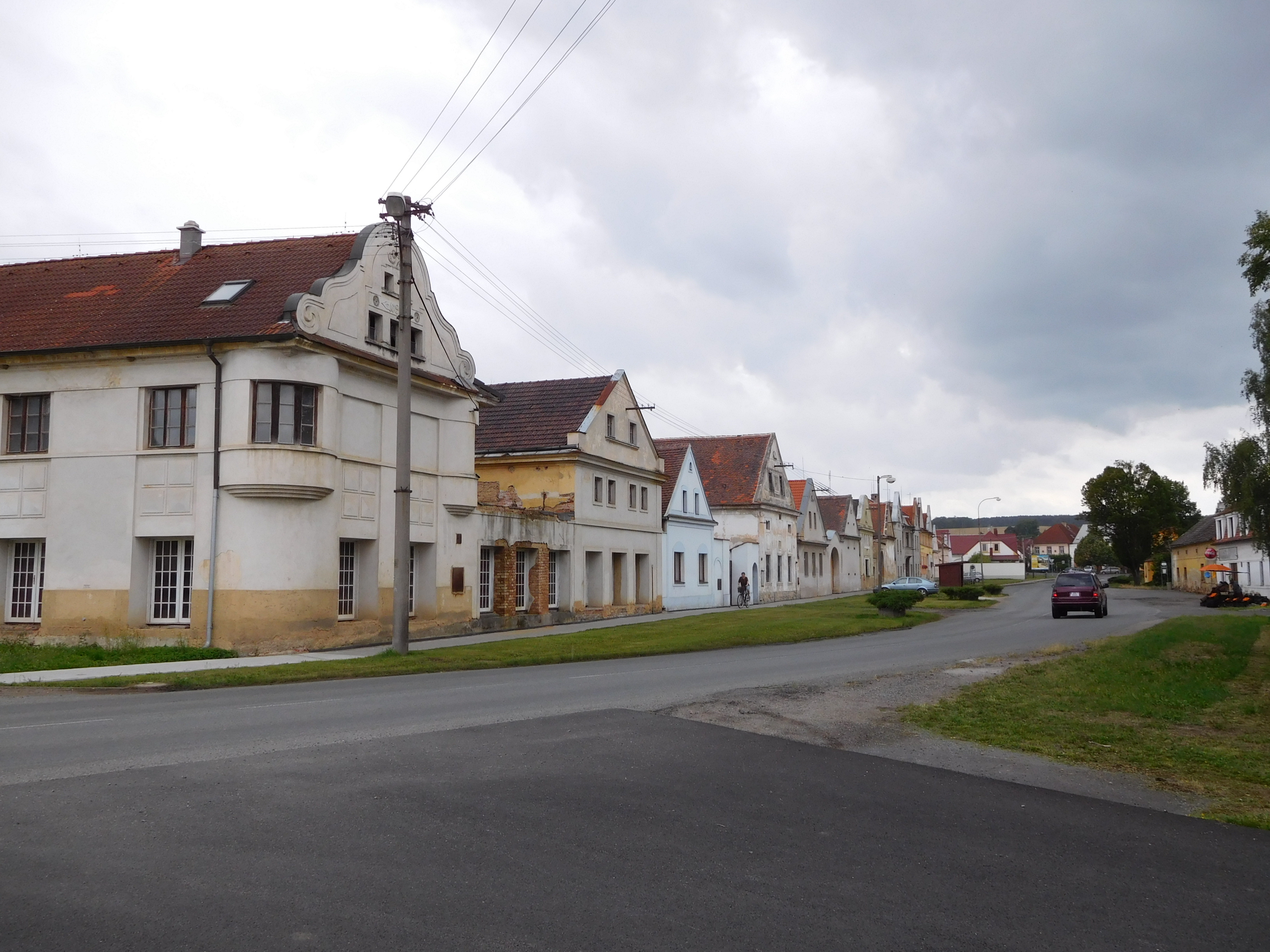
Dorfplatz

Bdeněves (deutsch Wenussen) ist eine Gemeinde in Tschechien. Sie liegt ca. zwölf Kilometer westlich von Plzeň rechtsseitig der Mies im Okres Plzeň-sever.

## Geschichte
Erstmals wurde das Dorf im Jahr 1197 erwähnt. 1930 hatte die Gemeinde 575 Einwohner, 1939 waren es 595. Nach dem Münchner Abkommen wurde der Ort dem Deutschen Reich zugeschlagen und gehörte bis 1945 zum Landkreis Mies.